# Sebastian Kallupura
Sebastian Kallupura (* 14. Juli 1953 in Kottiyoor, Kerala) ist ein indischer Geistlicher und römisch-katholischer Erzbischof von Patna.

## Leben
Sebastian Kallupura empfing am 14. Mai 1984 das Sakrament der Priesterweihe.
Am 7. April 2009 ernannte ihn Papst Benedikt XVI. zum Bischof von Buxar. Der Erzbischof von Patna, William D’Souza SJ, spendete ihm am 21. Juni desselben Jahres die Bischofsweihe; Mitkonsekratoren waren der Bischof von Bettiah, Victor Henry Thakur, und der Bischof von Dumka, Julius Marandi.
Papst Franziskus ernannte ihn am 29. Juni 2018 zum Koadjutorerzbischof von Patna. Am 9. Dezember 2020 wurde Sebastian Kallupura in Nachfolge von William D’Souza SJ, der vorzeitig zurücktrat, Erzbischof von Patna.